# Pennesières
Pennesières ist eine Gemeinde im französischen Département Haute-Saône in der Region Bourgogne-Franche-Comté.

## Geographie
Pennesières liegt auf einer Höhe von 285 m über dem Meeresspiegel, sieben Kilometer nordnordöstlich von Rioz und etwa 16 Kilometer südlich der Stadt Vesoul (Luftlinie). Das Dorf erstreckt sich im Süden des Departements, am westlichen Rand einer breiten Talmulde, zwischen den Anhöhen des Grand Bois de Mailley im Westen und des Bois Lajus im Osten.
Die Fläche des 9,07 km² großen Gemeindegebiets umfasst einen Abschnitt der gewellten Landschaft zwischen den Flusstälern von Ognon im Süden und Saône im Nordwesten. Der zentrale Teil des Gebietes wird in Nord-Süd-Richtung von einer Talmulde eingenommen, die eine Breite von ungefähr einem Kilometer aufweist. Sie zeigt bis auf einen kurzen Abschnitt kein oberirdisches Fließgewässer, weil das Niederschlagswasser im verkarsteten Untergrund versickert, gehört aber topographisch zum Einzugsgebiet der Quenoche. Im Nordosten ist die Mulde mit dem Becken von Authoison verbunden. Östlich der Talmulde reicht der Gemeindeboden auf die Höhe des Chatey (390 m), der zum Waldgebiet des Bois Lajus gehört. 
Im Westen wird die Mulde von den Höhen von Pennesières und Bois de Chaillot flankiert. Dazwischen liegt das Tälchen von Courboux. Ganz im Westen reicht das Gemeindeareal bis auf die Hügel des Grand Bois de Mailley, auf denen mit 411 m die höchste Erhebung von Pennesières erreicht wird. In geologischer Hinsicht bestehen die Höhen aus einer Wechsellagerung von kalkigen und sandig-mergeligen Schichten aus der oberen Jurazeit, während im Grand Bois de Mailley Schichten der mittleren Jurazeit zutage treten. Auf dem Gebiet gibt es mehrere Karstphänomene, darunter der Gouffre de la Font, eine Grotte bei Courboux.
Zu Pennesières gehören folgende Siedlungen:
- Courboux (295 m), Ortschaft in einem Seitentälchen am Rand des Bois de Chaillot
- Les Laverottes (300 m), Weiler am Ostrand des Bois de Chaillot an der Hauptstraße N57

Nachbargemeinden von Pennesières sind Le Magnoray und Échenoz-le-Sec im Norden, Authoison im Osten, Quenoche und Hyet im Süden sowie Mailley-et-Chazelot im Westen.

## Geschichte
Das Gemeindegebiet von Pennesières war schon in vorgeschichtlicher Zeit besiedelt, worauf Gräber aus dem Neolithikum und zwei Dolmen hinweisen. Aus der Merowingerzeit ist ebenfalls ein Gräberfeld bekannt. Im Mittelalter gehörte Pennesières zur Freigrafschaft Burgund und darin zum Gebiet des Bailliage d’Amont. Die lokale Herrschaft über das Dorf hatten die Herren von Vellefaux inne. Zusammen mit der Franche-Comté gelangte Pennesières mit dem Frieden von Nimwegen 1678 definitiv an Frankreich. Zu einer Gebietsveränderung kam es im Jahr 1808, als das vorher selbständige Courboux (1806: 207 Einwohner) mit Pennesières fusionierte. Heute ist das Dorf Mitglied des 33 Ortschaften umfassenden Gemeindeverbandes Communauté de communes du Pays Riolais.

## Sehenswürdigkeiten
- Die Dorfkirche von Pennesières wurde 1768 erbaut und besitzt bemerkenswertes Mobiliar aus dem 18. Jahrhundert. Von 1822 stammt das Lavoir, das früher als Brunnen, Waschhaus und Viehtränke diente.
- Waschhaus (Monument historique), erbaut 1822

## Bevölkerung
| Jahr                       | 1962 | 1968 | 1975 | 1982 | 1990 | 1999 |
| Einwohner                  | 128  | 111  | 119  | 134  | 150  | 141  |
| Quellen: Cassini und INSEE |      |      |      |      |      |      |

Mit 193 Einwohnern (1. Januar 2022) gehört Pennesières zu den kleinen Gemeinden des Département Haute-Saône. Nachdem die Einwohnerzahl in der ersten Hälfte des 20. Jahrhunderts deutlich abgenommen hatte (1896 wurden noch 203 Personen gezählt), wurde in den letzten Jahren wieder ein leichtes Bevölkerungswachstum verzeichnet.

## Wirtschaft und Infrastruktur
Pennesières war bis weit ins 20. Jahrhundert hinein ein vorwiegend durch die Landwirtschaft (Ackerbau, Obstbau und Viehzucht) und die Forstwirtschaft geprägtes Dorf. Heute gibt es einige Betriebe des lokalen Kleingewerbes. In den letzten Jahrzehnten hat sich das Dorf zu einer Wohngemeinde gewandelt. Viele Erwerbstätige sind deshalb Wegpendler, die in den größeren Ortschaften der Umgebung ihrer Arbeit nachgehen.
Die Ortschaft ist verkehrstechnisch gut erschlossen. Sie liegt an der Hauptstraße N57, die von Besançon nach Vesoul führt. Weitere Straßenverbindungen bestehen mit Authoison und Chazelot.